# 本田技研工業高根沢工場
座標: 北緯36度34分30秒 東経140度00分57秒 / 北緯36.575008度 東経140.015945度

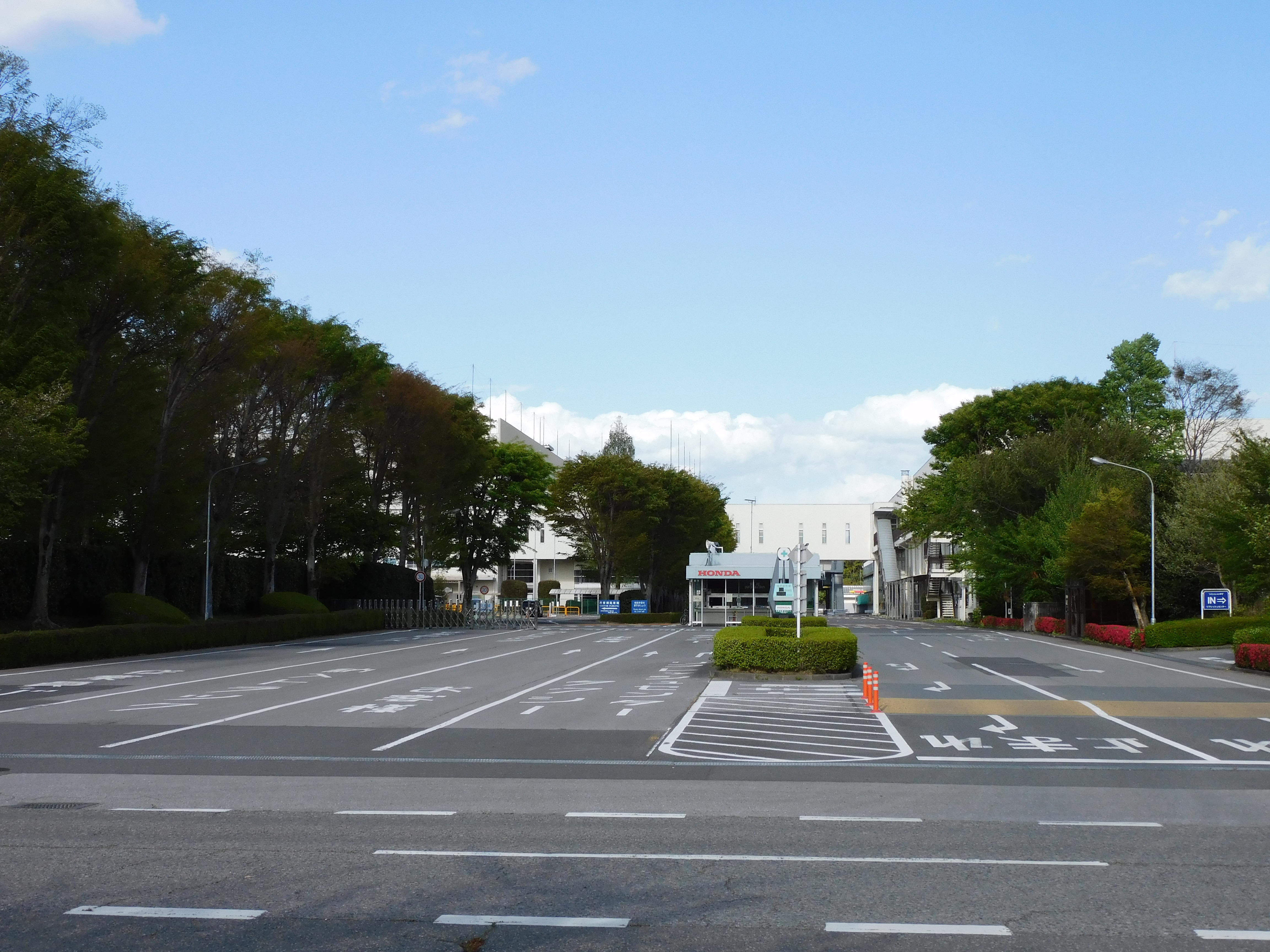
高根沢工場跡にある、本田技研工業生産企画統括部・パワートレイン生産企画統括部

本田技研工業高根沢工場（ほんだぎけんこうぎょうたかねざわこうじょう）は、栃木県塩谷郡高根沢町にかつて存在した、本田技研工業（ホンダ）栃木製作所（同県真岡市）に属する自動車生産施設の一つ。
1990年5月稼働開始、2004年4月に閉鎖。

## 概要
敷地は本田技術研究所の四輪R&Dセンター（栃木）・ホンダエンジニアリング本社などと一体化しており、これら大部分は南隣の芳賀郡芳賀町に立地している（研究所の所在地は芳賀町）。工場正門の向かいの北側には御料牧場がある。また、高根沢町内には従業員寮や、ソフトリサーチパーク「情報の森とちぎ」に日立Astemoとホンダロックの事業所が置かれている。
スポーツカーであるNSXを製造するための専用工場として建設された経緯を持つが、これはNSXを生産するのにあたって、少量生産に適応する環境を見込んだためと、フェンダーやボンネットはもとより、骨格となるモノコック部分までも他車に類を見なかったオールアルミ製のボディを生産するためであった。エンジン生産ラインを持たない「完成車工場」であり、エンジンは同社の別の工場（NSXの場合は埼玉製作所和光工場）から納入されていた。

## 歴史
NSXの日本国内販売開始に先駆けること4か月前の1990年5月、本田技研工業埼玉製作所栃木工場として稼働を開始。産業用ロボットによるオートメーション化で大量生産を可能としている一般的な自動車工場とは異なり、手作業を中心とした作業工程で、当時の1日あたりの生産能力はわずか25台であった。そのためNSXの販売開始当時は、その少量生産体制とNSX自体の人気も相まって、納車1年から2年待ちという膨大な量のバックオーダーを抱える事態となるなど、常にフル稼働状態であった。その後は作業員を増員して二交代制とし、1日の生産量を倍の50台までに増やしている。
1992年には栃木県内の他工場との統合に伴い、本田技研工業高根沢工場に名称変更された。
しかし、バブル景気崩壊後から日本車としては超高価格であったNSXの販売数が落ち込み、1990年代半ばに入ると、その少量生産体制にも余剰が出るようになる。それを解消すべく、1997年には電気自動車であるEV Plusの生産を開始し、1999年からはNSXと同様に少量販売が見込まれるS2000やインサイトといった車種の生産も請け負うようになった。一方、NSXは1日1台前後の生産ペースになり、1か月の生産量は30台あまりに落ち込んでいった。
2004年4月、ホンダの完成車一貫生産構想に基づき、高根沢工場での全車種の生産を中止し、三重県鈴鹿市にある鈴鹿製作所へ生産を移管。大量生産車種を作る既存の生産ラインとは別に、高根沢工場で生産されていた車種の専用生産ライン「TDライン」が新設された。高根沢工場の従業員もその多くがTDラインに移り、手作業中心での生産が継続された。
工場閉鎖後は本田技術研究所の四輪車R&Dセンターが他拠点からの移転集約により拡張されているほか、四輪新機種センターでの生産が継続されている。

### 生産車種
- ホンダ・NSX
- ホンダ・S2000
- ホンダ・インサイト（初期型）

## 四輪新機種センター
1995年に工場敷地内にホンダの四輪新機種センターが設置され、主に電気自動車と燃料電池車の製造が行われている。
- ホンダ・EV Plus（1998年12月生産休止）
- ホンダ・FCXクラリティ（2008年-）
- ホンダ・フィットEV（2012年-）